# 巴伦西亚水法庭
巴伦西亚水法庭（Tribunal de les Aigües de València）是西班牙巴伦西亚的一个司法机构，负责解决因巴伦西亚平原的农民在若干灌溉社区（Comunitats de Regants）和水渠使用灌溉水而产生的争端。它是世界上最古老的法庭，以及欧洲最古老的民主制度。
2009年，联合国教科文组织将巴伦西亚水法庭和穆尔西亚平原贤人委员会（Consejo de Hombres Buenos）公布为非物质文化遗产。

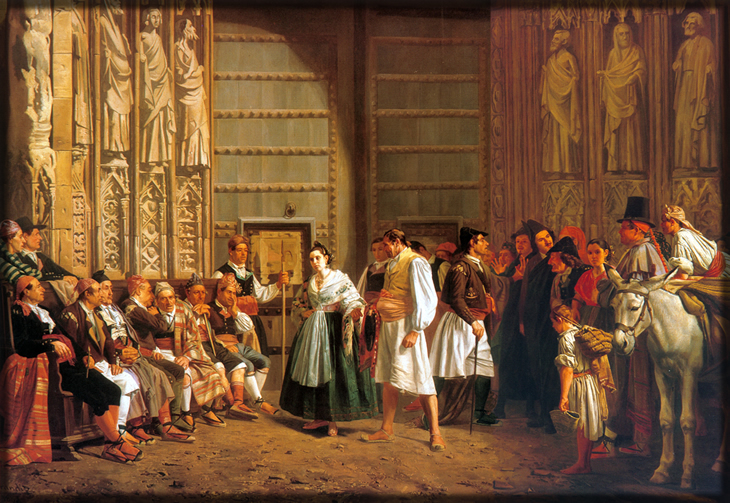